# All Four Cups
 (février 2023).
Si vous disposez d'ouvrages ou d'articles de référence ou si vous connaissez des sites web de qualité traitant du thème abordé ici, merci de compléter l'article en donnant les références utiles à sa vérifiabilité et en les liant à la section « Notes et références ».

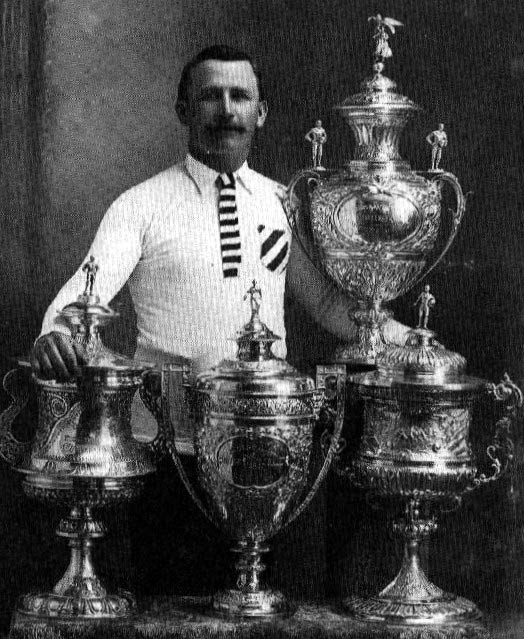
Le capitaine de Hunslet FC, Albert Goldthorpen posant avec les quatre trophées.

Entre 1905 et 1970, il existait quatre importantes compétitions de rugby à XIII en Angleterre.
- Challenge Cup
- Rugby Football League Championship
- County league (Lancashire League ou Yorkshire League)
- County cup (Coupe du Lancashire  ou Coupe du Yorkshire)

Gagner ces quatre coupes (en anglais All Four Cups) lors d'une même saison était considéré comme un exploit, que seules trois équipes ont réalisé. Il s'agit de Hunslet (1907-08), de Huddersfield (1914-15) et de Swinton (1927-28).
Les ligues de Comté ont disparu en 1970 et les coupes de Comté en 1993. Le Rugby Football League Championship a été remplacé en 1996 par la Super League. Aujourd'hui, il existe quatre trophées majeurs :
- Challenge Cup
- Super League
- League Leader's Shield
- World Club Challenge